# Borís Vasilenko
Borís Vasilenko (Rostov del Don, 18 de septiembre de 1940; Ivano-Frankivsk, 2017) Historiador y arqueólogo ruso-ucraniano. Especialista líder en arqueología antigua y cerámica griega del norte del Mar Negro.

## Biografía
Nació el 18 de septiembre de 1940 en Rostov del Don, Unión Soviética. Durante sus años escolares, su interés por la arqueología fue influenciado por el interés de su familia. En 1965 se graduó de la Facultad de Historia de la Universidad Taras Shevchenko de Kiev.
Durante sus estudios de 1960 a 1962, trabajó en el Departamento de Arqueología del Museo de Estudios Regionales de Yalta. Desde 1965, fue investigador principal en el Museo Histórico y Arqueológico de Bajchisarái. Al mismo tiempo, ingresó al programa de posgrado en la Universidad de Odesa, nombrada en honor a Iliá Méchnikov. Su supervisor de investigación fue el Dr. en Historia y Profesor Petro Yosypovych Karishkovsky. En 1972, defendió con éxito su tesis de doctorado en el Instituto de Arqueología de la Academia de Ciencias de la URSS en Moscú sobre "Los sellos cerámicos de los asentamientos antiguos en la costa del estuario del Dniéster como fuente para el estudio de las relaciones comerciales del noroeste del Mar Negro con el mundo griego. (Siglos V-III a.C.)". Gracias al conocimiento del idioma griego, investigó las marcas cerámicas desconocidas de los asentamientos griegos y su influencia en la parte noroeste de la cuenca del Mar Negro.

## Obras seleccionadas
Apuntes sobre las marcas de Heraclea" // Arqueología Soviética. — 1970. — № 3. — Pp. 217—224;
Marcas cerámicas griegas encontradas en la costa este del estuario del Dniéster" // Materiales sobre arqueología del norte del Mar Negro. — 1971. — № 7. — Pp. 137—149;